# Inserció orbital
La inserció orbital és el conjunt de maniobres que ha de realitzar un vehicle espacial per tal de poder entrar en òrbita al voltant d'un cos celeste. En general, un vehicle espacial sempre s'acosta a un planeta, lluna o asteroide a una velocitat superior a la velocitat d'escapament d'aquest cos, de manera que cal reduir la velocitat i corregir la trajectòria. Aquest procés s'acostuma a realitzar amb la ignició del sistema de propulsió (habitualment coets químics) i a vegades es pot ajudar amb tècniques d'aerofrenat.

## Desacceleració
El primer tipus d'inserció d'òrbita s'utilitza quan es captura en òrbita al voltant d'un cos celeste diferent de la Terra, a causa de l'excés de velocitat de les òrbites de transferència interplanetàries en relació amb les seves òrbites de destinació. Aquest excés de velocitat s'aconsegueix normalment mitjançant un tret de coet conegut com a crema d'inserció d'òrbita. Per a aquesta maniobra, el motor de la nau espacial s'impulsa en la seva direcció de viatge durant una durada especificada per reduir prou la seva velocitat relativa al cos objectiu per entrar en òrbita. Una altra tècnica, utilitzada quan el cos de destinació té una atmosfera tangible, s'anomena aerocaptura, que pot utilitzar la fricció de l'arrossegament atmosfèric per frenar prou una nau espacial per entrar en òrbita. Això és molt arriscat, però, i mai s'ha provat per a una inserció en òrbita. Generalment, la desacceleració d'inserció de l'òrbita es realitza amb el motor principal de manera que la nau espacial entri en una "òrbita de captura" altament el·líptica i només més tard l'apocentre es pot baixar amb més desacceleracions, o fins i tot utilitzant l'arrossegament atmosfèric de manera controlada, anomenada aerofrenada, per baixar l'apocentre i circularitzar l'òrbita alhora que es redueix l'ús de combustible a bord. Fins ara, només un grapat de missions de la NASA i l'ESA han realitzat aerofrenada (Magellane, Mars Reconnaissance Orbiter, Trace Gas Orbiter, Venus Express, . ..)

## Acceleració
El segon tipus d'inserció d'òrbita s'utilitza per a satèl·lits recentment llançats i altres naus espacials. La majoria dels vehicles de llançaments espacials que s'utilitzen avui dia només poden llançar una càrrega útil en un rang molt reduït d'òrbites. L'angle relatiu a l'equador i l'altitud màxima d'aquestes òrbites estan restringits pel coet i el lloc de llançament utilitzat. Donada aquesta limitació, la majoria de les càrregues útils es llancen primer a una òrbita de transferència, on cal una maniobra d'empenta addicional per circular l'òrbita el·líptica que resulta del llançament espacial inicial. La diferència clau entre aquest tipus de maniobra i la inserció d'òrbita transplanetària motoritzada és el canvi significativament menor de velocitat necessari per elevar o circularitzar una òrbita planetària existent, en comparació amb la cancel·lació de la considerable velocitat del creuer interplanetari.